# Gewog di Khaling
Il gewog di Khaling è uno dei quindici raggruppamenti di villaggi del distretto di Trashigang, nella regione Orientale, in Bhutan.